# Eva Švankmajerová
Eva Švankmajerová, née le 25 septembre 1940 à Kostelec nad Černými lesy (protectorat de Bohême-Moravie) et morte le 20 octobre 2005 à Prague (République tchèque), est une artiste surréaliste tchèque.

## Biographie
Eva Švankmajerová s'installe à Prague en 1958 pour étudier à la Prague School of Interior Design puis à l'Académie des arts de la scène, au département de théâtre. Depuis 1970, elle est membre actif du groupe surréaliste tchèque et slovaque.
Elle est peintre et céramiste et sa poésie et sa prose paraissaient régulièrement dans le journal Analogon (cs). Récemment, ses travaux ont paru en anglais dans Surrealist Women: An Anthology internationale (en) et Baradla Cave.
Svankmajer s'est mariée au réalisateur surréaliste Jan Švankmajer, avec qui elle a collaboré dans des films tels que Alice, La Leçon Faust et Les Conspirateurs du plaisir. Ils ont eu deux enfants, Veronika et Václav, et le couple a vécu à Prague jusqu'à sa mort, en 2005.

## Récompenses et distinctions
- (en) Eva Švankmajerová: Awards, sur l'Internet Movie Database